# Hercostomus sviridovae
Hercostomus sviridovae är en tvåvingeart som beskrevs av Negrobov och Tshalaja 1987. Hercostomus sviridovae ingår i släktet Hercostomus och familjen styltflugor. Inga underarter finns listade i Catalogue of Life.